# Muntenegru și moneda euro
     Țări UE cu Euro
     Țări UE cu ERM II
     Țări UE fără ERM II
     Țări cu Euro
     Țări cu Euro

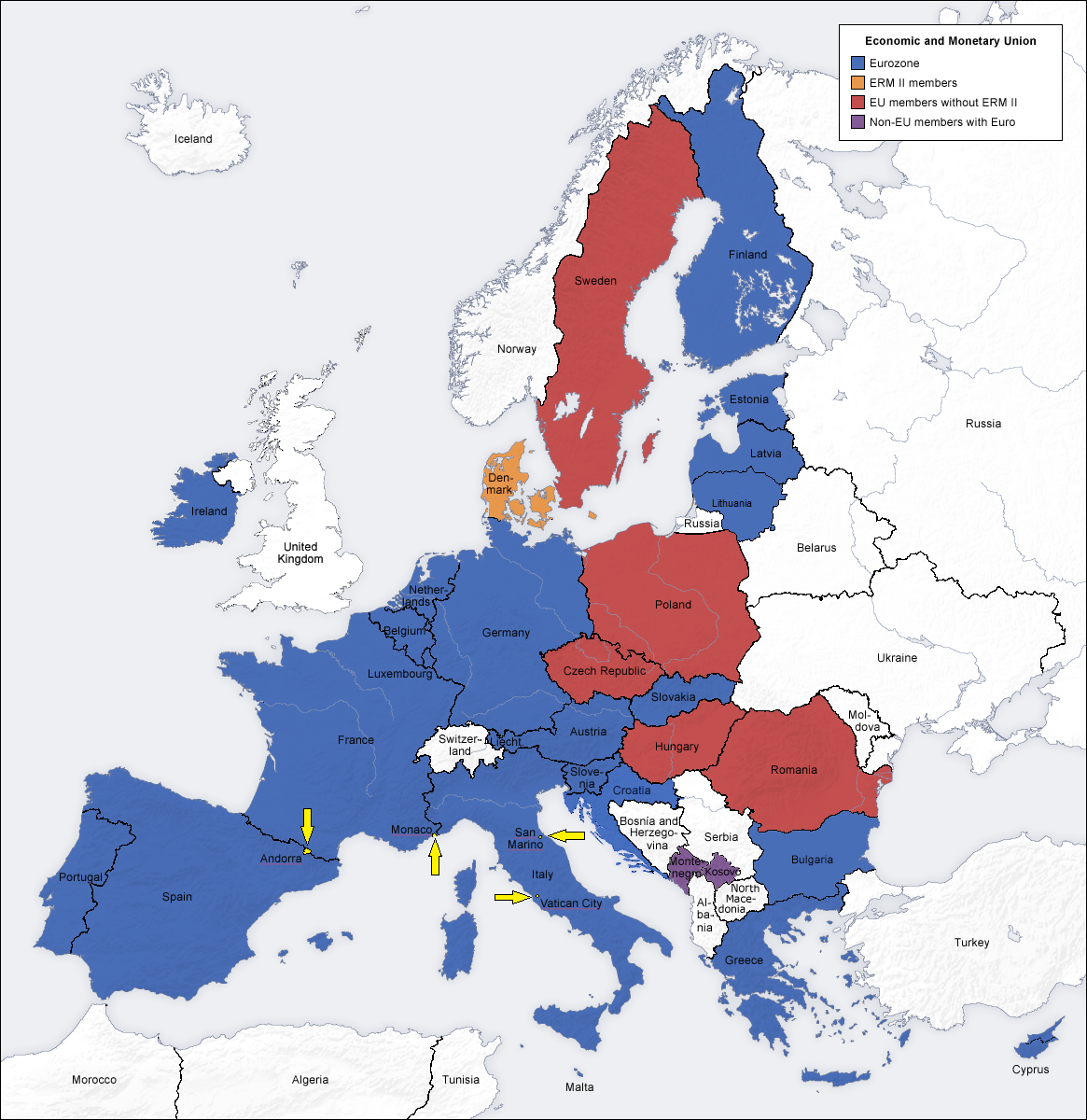
Harta țărilor europene legate de Euro, la 1 ianuarie 2023
Țări UE cu Euro
Țări UE cu ERM II
Țări UE fără ERM II
Țări cu Euro
Țări cu Euro

Muntenegru nu are o monedă proprie. Înaintea introducerii monedei euro în 2002, marca germană a fost moneda oficială în toate tranzacțiile bancare și private. Când s-a adoptat moneda euro, marca germană a fost înlocuită, iar Muntenegru a început să utilizeze euro de asemenea.
Comisia Europeană și Banca Europeană și-au exprimat nemulțumirea în repetate rânduri, spunând că aderența la un criteriu de convergență, nu sunt negociabile, dar nu au intervenit să oprească utilizarea monedei în anii ce-au urmat.
Spre deosebire de ceilalți membri ai zonei euro, Muntenegru nu-și imprimă monedele cu motive distincte naționale.
Oficiali ai Banca Națională Muntenegreană au menționat că instituțiile europene așteaptă urmărirea strictă a regulilor ERM, în primul rând, din cauza proceselor de aderare a țării la Uniunea Europeană.
Pe 17 decembrie 2010, Muntenegrului i s-a acordat statutul de canditat pentru accederea la Uniunea Europeană. Această problemă își așteaptă soluțiile în timpul negocierilor dintre cele 2 părți.